# Dschungelkrähe
Die Dschungelkrähe (Corvus macrorhynchos) ist eine Art, möglicherweise auch eine Gruppe nahe verwandter Arten, aus der Gattung der Raben und Krähen (Corvus), die in großen Teilen des östlichen Asiens verbreitet ist.

## Merkmale

### Aussehen und Körperbau
Die Körperlänge beträgt zwischen 45 und 59 cm, wobei Männchen ein wenig größer als Weibchen und im Norden und in größerer Gebirgshöhe verbreitete Tiere größer als Tiere im Süden und im Tiefland sind. Sie erreichen ein Gewicht von etwa 450 bis zu 1000 Gramm. Das Gefieder wirkt einfarbig glänzend schwarz, je nach Region etwas unterschiedlich mit violettem, blauen oder grünem Schimmer, der auf Strukturfarben zurückgeht. Diese Färbung fehlt bei Jungtieren. Bei näherer Betrachtung, im Gelände nicht erkennbar, ist die Basis der Nackenfedern weiß oder grau.

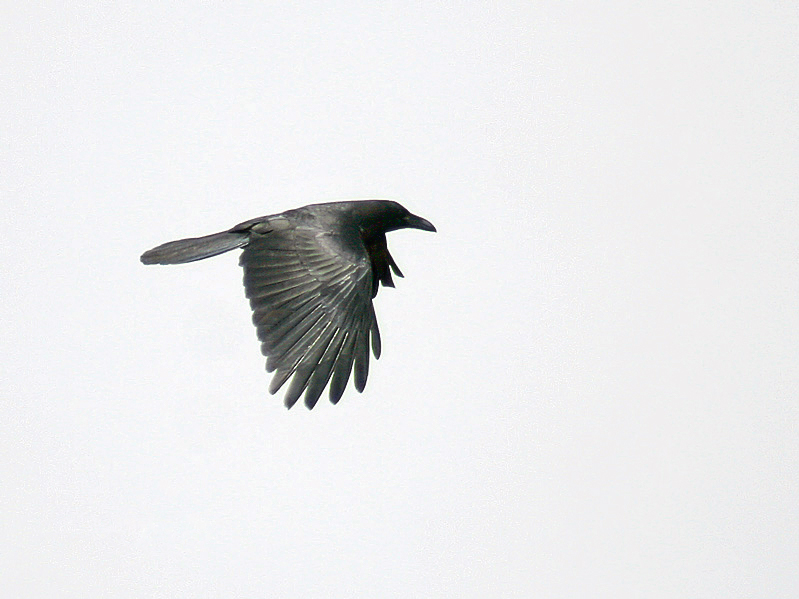
Dschungelkrähe (C. c. intermedius) in Himachal Pradesh, Indien.

Der schwarze Schnabel ist lang, der Oberschnabel vorn merklich gewölbt, besonders beim Männchen. Er schließt in der Kontur zum Gesicht hin mit einer merklichen Stufe an. Die Iris ist dunkelbraun, die Beine schwarz gefärbt. Die Flügel sind relativ breit, kürzer und breiter als bei den sympatrisch vorkommenden Kolkraben. Der Schwanz ist meist rechteckig, bei Tieren aus dem Himalaya etwas keilförmig begrenzt; dies ist nur bei gespreizten Schwanzfedern im Flug erkennbar.

### Lautäußerungen
Die Laute der Dschungelkrähe ähneln jenen der Glanzkrähe. Sie sind im Allgemeinen aber tiefer und klangvoller als die ihrer Verwandten. Gewöhnlich gibt sie ein lautes „kaaa-kaaa-kaaa“ von sich. Die Krähe äußert aber noch viele weitere Rufe, z. B. solche, die als „kau kau“ beschrieben werden und solche, die mit dem Trommeln von Spechten verwechselt werden können.

## Verbreitung
Das Verbreitungsgebiet reicht Im Norden bis zu den Kurilen, der Insel Sachalin und dem angrenzenden Ostsibirien über Ostchina, Japan, den Himalaya (Afghanistan und Nordpakistan), über fast ganz Südostasien bis Java, Sumatra und Timor im Süden. Auch Sri Lanka und die Andamanen werden besiedelt. Im Westen reicht das Verbreitungsgebiet schmal entlang der Küste bis nach Pakistan, früher gelegentlich bis an die Iranische Golfküste. Die Art erreicht im Himalaya mehr als 5.000 Meter Meereshöhe.

## Lebensraum
Sie lebt in Wäldern, Parks, Gärten und urbanen Regionen mit Bäumen.

## Verhalten

### Ernährung
Die Vögel sind extrem variabel bei der Nahrungsaufnahme. In Frage kommt tierische und pflanzliche Nahrung, die sie auf dem Boden oder auf Bäumen finden.
In urbanen Gegenden Japans werden sie als Plage empfunden, da sie Abfallsäcke aufreißen und darin Nahrung suchen. Sie sind dabei stärker auf Städte und Siedlungen spezialisiert als Aaskrähen. In Indien sind sie weniger in Siedlungen verbreitet als die ähnliche Glanzkrähe (Corvus splendens) und eher in baumbestandenen ländlichen Regionen oder kleinen Dörfern anzutreffen.

### Balz, Nestbau und Brutpflege

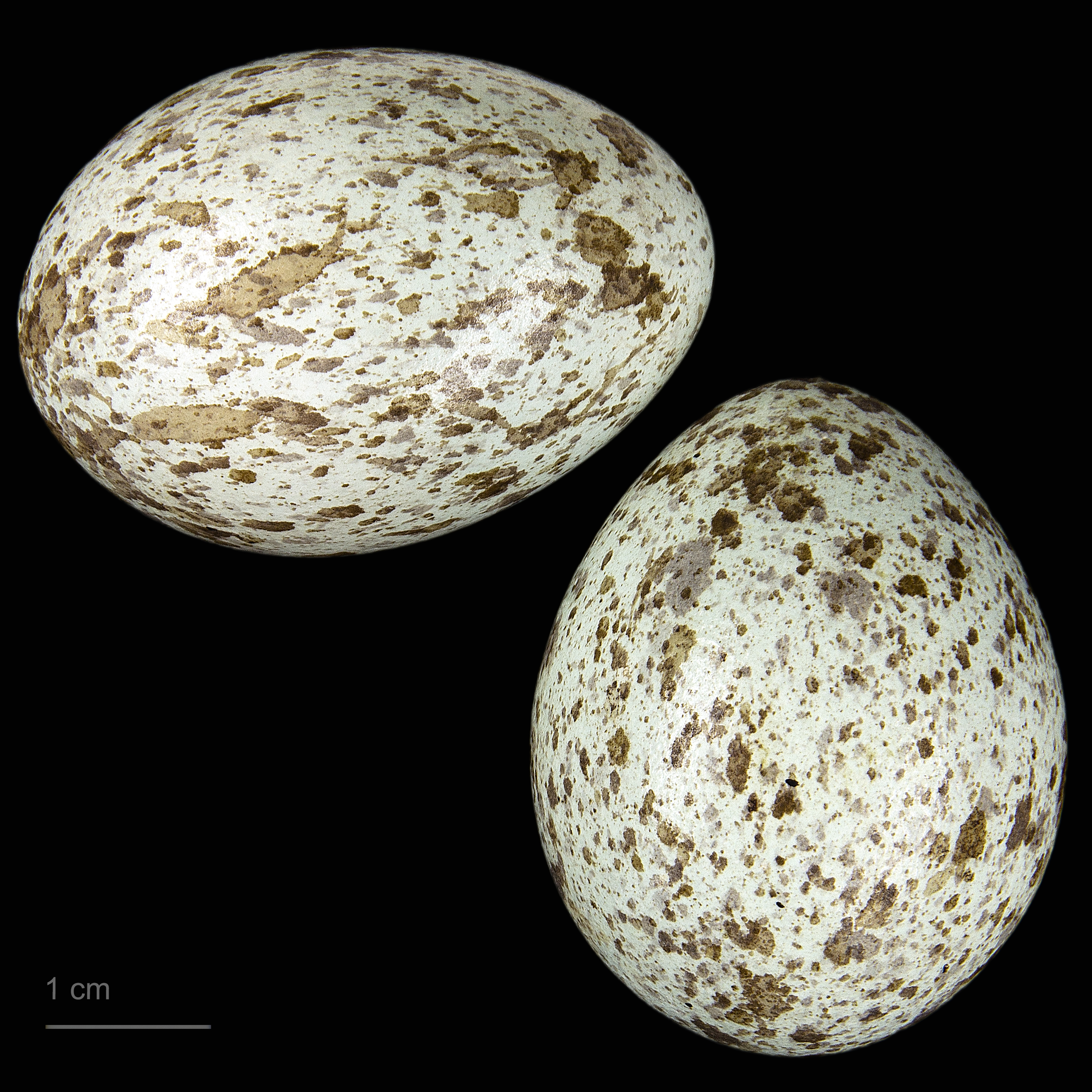
Corvus macrorhynchos, Sammlung Museum von Toulouse

Dschungelkrähen bilden feste Paare und nisten einzeln. Zur Nahrungssuche bilden die Tiere oft kleine Trupps, in Indien auch gemeinsam mit Glanzkrähen. Die Tiere schließen sich außerhalb der Brutzeit oft zu großen Schwärmen zusammen, die gemeinsam rasten. In der Brutzeit verteidigen die Paare Territorien, nicht nur gegen Artgenossen, sondern auch gegen andere Krähenarten wie die Rabenkrähe (Corvus corone).
Das Nest wird auf Zweigen sehr hoch in einem Baum gebaut. Dabei werden Bäume in Waldrandlage bevorzugt, aber auch einzeln stehende Bäume akzeptiert, auch in Siedlungen stehende. Als Material für den Nestbau dienen auch Gräser, Wolle, Kleiderfetzen, pflanzliche Fasern und ähnliche Materialien. Das Nest wird in einer Astgabel des Baumes angelegt und hat die Form einer flachen Tasse. Beide Geschlechter beteiligen sich an der Nestkonstruktion.
Das Gelege beinhaltet vier bis fünf, seltener bis sieben Eier. Die Eier sind rund bis leicht oval. Die Grundfarbe ist ein blasses Blaugrün und die Eier sind rötlich braun, fahl sepiafarbenen und grau gefleckt, gesprenkelt und gestreift. Sie haben eine Größe von 2,7 cm bis 3,7 cm. Die Brutzeit liegt im Frühjahr, je nach Region von Februar bis Mai, meist im März oder April. Die Eier werden 17 bis 19 Tage bebrütet, bis die Jungvögel schlüpfen. Nur Weibchen brüten, aber beide Geschlechter beteiligen sich an der Nahrungsversorgung und der Verteidigung des Territoriums. Die Jungvögel sind nach 35 Tagen flügge.
Die Gelege der Krähe werden von der Kuckucksart Indischer Koel (Eudynamys scolopaceus) parasitiert.

### Sozialverhalten
Die Vögel übernachten in großen Gruppen (bis zu Tausenden von Tieren) an Schlafplätzen. Große Trupps kommen vor allem in der Dämmerung an die Hauptschlafstellen. Diese Schlafstellen sind durch das Jahr in etwa gleich stark frequentiert und werden vor allem von Nichtbrütern genutzt.

## Taxonomie und Unterarten
Die Dschungelkrähe gehört zu einem Artenkomplex von in Ostasien, Australien und Ozeanien verbreiteten Arten. Die frühen Bearbeiter wie Richard Meinertzhagen betrachteten sie sogar nur als Form der australischen Neuhollandkrähe Corvus coronoides. Bei einer phylogenomischen Untersuchung der Corvidae anhand homologer Sequenzen der MtDNA wurde die Glanzkrähe als Schwesterart ermittelt.
Hybride sind mit der Aaskrähe (Corvus corone) nachgewiesen. An der Verbreitungsgrenze zum parapatrisch verbreiteten Kolkraben Corvus corax existieren Übergangspopulationen mit intermediären Merkmalen, die als Unterarten tibetosinensis und intermedius beschrieben worden sind (vgl. unten). Dabei könnte es sich um eine Hybridzone der ähnlichen und nahe verwandten Arten handeln, dies ist aber genetisch nicht nachgewiesen.
Die Gliederung der weit verbreiteten Art ist problematisch und bis heute nicht befriedigend geklärt. Es wurden bis zu 11 Unterarten beschrieben. Davon werden eine, zwei, vier oder sieben von einigen Autoren als eigene Arten anerkannt, während andere am Unterartstatus festhalten. Eine sorgfältige Übersicht aller bisherigen Artkonzepte durch E.C. Dickinson und Kollegen hält eine Aufspaltung gegenwärtig aufgrund zu vieler offener Fragen noch nicht für gerechtfertigt.
Bei einer Untersuchung der Rufe von Dschungelkrähen im indischen Himalaya konnten Jochen Martens und Kollegen zwei klar getrennte Gruppen unterscheiden, eine in den höheren Lagen und im Norden und Osten verbreitete, die sie japonensis nennen, und eine eher südlich und in den Tieflagen verbreitete, von ihnen levaillantii genannt. Diese Formen werden von vielen Autoren (z. B.) als getrennte Arten anerkannt, wobei sie die nördliche/östliche Form macrorhynchos nennen. Beide Gruppen sind auch morphologisch unterscheidbar, am einfachsten an der Farbe der Federbasis der Nackenfedern, die bei den nördlich/östlich verbreiteten Formen weiß, bei den südlich/westlichen grau gefärbt ist. Die Nominatform ist, in der Auffassung von Ernst Mayr, nur auf der Malaiischen Halbinsel bis Timor verbreitet, so dass nach Dickinson und Kollegen der Name für die nördlich verbreiteten Tiere nicht verwendet werden sollte.
Bei einer genetischen Untersuchung von Tieren aus Japan und dem angrenzenden östlichen Ostasien (ohne China) waren eine „Inselgruppe“ und eine „Festlandgruppe“, zu der auch die Tiere von den Kyūshū-Inseln und Taiwan gehörten, zu unterscheiden. Die genetischen Unterschiede waren überwiegend relativ gering. Die genetische Struktur ist mit einer Besiedlung der Inseln vom Festland her erklärbar. Obwohl die Daten, auch nach Ansicht der Verfasser, für eine taxonomische Behandlung noch nicht ausreichen, weisen sie darauf hin, dass sie die Abspaltung der Unterart connectens zulassen würden.
In der folgenden Aufstellung sind alle beschriebenen Unterarten berücksichtigt, die heute noch verwendet werden. Die meisten davon werden nicht von allen Bearbeitern anerkannt, der Status von einigen ist sehr umstritten. Eine detaillierte taxonomische Bearbeitung an dieser Stelle ist nicht möglich.
- Nördliche und östliche Formen („macrorhynchos/japonensis“):
  - Corvus macrorhynchos macrorhynchos Wagler, 1827. Nominatform. südliche Malaiische Halbinsel bis Timor
  - Corvus macrorhynchos intermedius Adams, 1859. Himalaya, Nepal bis Afghanistan.
  - Corvus macrorhynchos tibetosinensis O. Kleinschmidt & Weigold, 1922. östlicher Himalaya, Tibet. von einigen Autoren auch für Tiere aus Myanmar verwendet.
  - Corvus macrorhynchos philippinus (Bonaparte, 1853). Philippinen. Von Avibase als Art anerkannt[17]
  - Corvus macrorhynchos japonensis Bonaparte, 1850. Japan, Kurilen, möglicherweise auch Insel Sachalin.
  - Corvus macrorhynchos mandshuricus Buturlin, 1913. Russischer Ferner Osten, Nordchina
  - Corvus macrorhynchos colonorum Swinhoe, 1864. Zentral- und Südchina unter Einschluss von Hainan und Taiwan bis nördliches Indochina
  - Corvus macrorhynchos connectens Stresemann, 1916. Die japanischen Inseln Amami-Ōshima und nördliche Ryūkyū-Inseln
  - Corvus macrorhynchos osai Ogawa, 1905. südliche Ryūkyū-Inseln
- Südliche und westliche Formen („levaillantii“):
  - Corvus macrorhynchos levaillantii Lesson, 1831. Indien, Thailand, Indochina bis nördliche Malaiische Halbinsel. Von Avibase und der IOC World Bird List als Art anerkannt[18][19]
  - Corvus macrorhynchos culminatus Sykes, 1832. Südindien und Sri Lanka (nach einigen Autoren hier noch eine separate Unterart anthracinus Madarász, 1911). Von Avibase und der IOC World Bird List als Art anerkannt[19][20]